# Waverley Council
Koordinaten: 33° 54′ S, 151° 16′ O

Der Waverley Municipal Council ist ein lokales Verwaltungsgebiet (LGA) im australischen Bundesstaat New South Wales. Waverley gehört zur Metropole Sydney, der Hauptstadt von New South Wales. Das Gebiet ist 9,351 km² groß und hat etwa 69.000 Einwohner.
Waverley liegt in Inner Sydney an der Pazifikküste etwa 6 km östlich des Stadtzentrums. Das Gebiet beinhaltet 11 Stadtteile: Bondi, North Bondi, Bondi Beach, Bondi Junction, Bronte, Dover Heights, Queens Park, Tamarama und Waverley sowie Teile von Rose Bay und Vaucluse. Der Verwaltungssitz des Councils befindet sich im Stadtteil Bondi Junction am Westrand der LGA.

## Verwaltung
Der Waverley Council besteht aus zwölf Mitglieder, die von den Bewohnern der vier Wards gewählt werden. Diese kommen zu gleicher Anzahl jeweils aus Hunter, Bondi, Waverley und Lawson Ward. Diese vier Bezirke sind unabhängig von den Ortschaften festgelegt. Aus dem Kreis der Councillor rekrutiert sich auch der Mayor (Bürgermeister) des Councils.